# جو هيويت (مهندس)
جو هيويت (بالإنجليزية: Joe Hewitt)‏ هو مهندس أمريكي، ولد في 1978 في هوباتكونغ في الولايات المتحدة.

## وصلات خارجية
- الموقع الرسمي